# Villardebelle Arborétum
Az Arborétum de Villardebelle  (6 hektár) tűlevelűek gyűjtésére szakosodott arborétum Franciaországban.
Az arborétum 1994-ben alakult négy helyszínen dombos vidéken 510–670 m magasságban. Kitűzött céljai a veszélyeztetett fajok megőrzése, tudományos vizsgálat és kísérletek végzése, oktatás, erózió elleni védekezés, és esztétikai érték teremtés. 
A területen a természetes vegetáció alkotói közé tartoznak a francia juhar (Acer monspessulanum), örökzöld puszpáng (Buxus sempervirens), közönséges mogyoró (Corylus avellana), egybibés galagonya (Crataegus monogyna), európai ciprus (Cupressus sempervirens), magas kőris (Fraxinus excelsior), rekettye fajok (Genista spp.), közönséges magyal (Ilex aquifolium), közönséges boróka (Juniperus communis), vadcseresznye (Prunus avium), kökény (Prunus spinosa), saspáfrány (Pteridium aquilinum) és magyaltölgy (Quercus ilex).  
Telepítésekor a régióban atlaszcédrus (Cedrus atlantica), európai bükk (Fagus sylvatica), szitka luc (Picea sitchensis), feketefenyő (Pinus nigra laricio vagy calabrica), erdeifenyő (Pinus sylvestris), amerikai duglászfenyő (Pseudotsuga menziesii) és tölgy (Quercus) fajokat ültettek.
1994 óta az arborétumban több mint 3500 példányt ültettek, főleg magvakat, köztük több mint 190 nyitvatermő fajt és alfajt. Több száz fajt termesztenek az arborétum faiskolájában. Néhány ezek közül: chilei araukária (Araucaria araucana), gyantásciprus (Calocedrus decurrens), Calocedrus formosana, atlaszcédrus, Cupressus dupreziana, Cupressus torulosa, Fitzroya cupressoides, Glyptostrobus pensilis, Juniperus occidentalis, Keteleeria davidiana, Keteleeria evelyniana, kínai mamutfenyő (Metasequoia glyptostroboides), Picea chihuahuana, Pinus attenuata, Pinus elliottii, keleti tuja (Platycladus orientalis), Prumnopitys andina, Saxegothaea conspicua, örökzöld mamutfenyő (Sequoia sempervirens), hibatuja (Thujopsis dolabrata) és Widdringtonia cupressoides.

## Fordítás
- Ez a szócikk részben vagy egészben az Arboretum de Villardebelle című angol Wikipédia-szócikk ezen változatának fordításán alapul.  Az eredeti cikk szerkesztőit annak laptörténete sorolja fel. Ez a jelzés csupán a megfogalmazás eredetét és a szerzői jogokat jelzi, nem szolgál a cikkben szereplő információk forrásmegjelöléseként.